# Enbiya, İhsangazi
Enbiya là một xã thuộc huyện İhsangazi, tỉnh Kastamonu, Thổ Nhĩ Kỳ. Dân số thời điểm năm 2008 là 189 người.